# Human Poverty Index
Der Human Poverty Index (HPI, deutsch Index der menschlichen Armut)  ist ein Index für die menschliche Armut, der 1997 in Berichten der Vereinten Nationen zur menschlichen Entwicklung geführt wurde. Der HPI nimmt einen Wert zwischen 0 und 100 an, wobei 0 minimale und 100 maximale Armut bedeutet. 2010 wurde er vom Index der mehrdimensionalen Armut (englisch Multidimensional Poverty Index, abgekürzt MPI) abgelöst.
Der HPI für Entwicklungsländer (HPI-1) umfasst unter anderem:
Überlebensfähigkeit
Wahrscheinlichkeit vor dem 40. Lebensjahr zu sterben
fehlendes Wissen
Prozentsatz der Analphabeten an der erwachsenen Bevölkerung
angemessener Lebensstandard
Zugang zu den Gesundheitsdiensten; Anteil der unterernährten Kinder; Zugang zu sauberem Trinkwasser (seit 2004 wird der Zugang zu Gesundheitsdiensten aufgrund mangelnder Daten nicht mehr im HPI berücksichtigt)
Der HPI für Industrieländer (HPI-2) umfasst etwas modifiziert:
Überlebensfähigkeit
Wahrscheinlichkeit vor dem 60. Lebensjahr zu sterben
fehlendes Wissen
Prozentsatz der funktionalen Analphabeten an der erwachsenen Bevölkerung
angemessener Lebensstandard
Prozentsatz der Menschen, deren verfügbares Einkommen weniger als 50 % des Medians beträgt
Soziale Ausgrenzung
Prozentsatz der Langzeiterwerbslosen (12 Monate und länger)